# George Mourad
George Mourad (Beiroet, 18 september 1982) is een Zweeds voormalig voetballer van Assyrische afkomst die als aanvaller speelde. Mourad werd geboren in Libanon als kind van Syrische ouders en werd grootgebracht in Zweden. In 2005 debuteerde hij in het Zweeds voetbalelftal.

## Carrière
Mourad brak door bij Västra Frölunda IF. In 2004 maakte hij de transfer naar IFK Göteborg. In zijn eerste seizoen kwam hij tot 23 wedstrijden en zeven doelpunten. Dat wekte de interesse van Ajax, maar de Amsterdammers verkozen Markus Rosenberg boven de toen 22-jarige Zweed. Hij speelde in 2005 twee interlands voor het Zweedse nationale elftal. Hij scoorde daarin niet.
In het seizoen 2005/2006 werd Mourad verhuurd aan Brescia. Daar verscheen hij zes keer op het veld en scoorde hij twee keer. Aan het einde van het seizoen keerde hij terug naar Göteborg. In januari 2008 ging Mourad op proef met Willem II mee op een trainingskamp naar Portugal. Daar maakte hij genoeg indruk om een aanbieding te krijgen van de Tricolores. Hij kwam transfervrij over van Göteborg en tekende een contract voor 2,5 jaar. Op 12 januari 2008 maakte hij zijn debuut voor Willem II. In de uitwedstrijd tegen Roda JC (1-1) verving hij in de 65e minuut Niels Vorthoren. Het doelpunt waarmee Mourad in de thuiswedstrijd tegen Heracles Almelo de score opende (2-1-overwinning) was zijn eerste in dienst van Willem II.
Mourad stond tot januari 2010 onder contract bij Willem II, dat vervolgens samen met hem overeenkwam zijn contract te ontbinden. Hij verloor in Tilburg de concurrentiestrijd van Frank Demouge, Gerson Sheotahul en Sergio Zijler. Op 11 maart 2010 tekende hij een eenjarig contract bij Tromsø IL.
Na een korte periode in Portugal speelde Mourad het seizoen 2011/12 in Iran bij Mes Kerman. Daarna speelde George Mourad voor de Aramese voetbalclub Syrianska FC en in 2013 speelde hij in China. Nadien speelde hij in Zweden voor Örgryte IS en Utsiktens BK. Bij laatstgenoemde club sloot hij in 2017 zijn loopbaan af.

## Illegale interlands
Mourad speelde in juli 2011 twee interlands voor het nationale team van Syrië, dat met hem twee keer won van Tadzjikistan (2-1 en 4-0). De FIFA oordeelde een maand later dat hij niet gerechtigd was geweest om voor Syrië uit te komen omdat hij al interlands voor Zweden had gespeeld. Daarom sloot het Syrië uit van verdere deelname aan het kwalificatietoernooi voor het WK 2014.